# Podplanina
Podplanina este o localitate din comuna Loški potok, Slovenia, cu o populație de 31 de locuitori.